# Конкурс молодых музыкантов «Евровидение-1986»
Евровидение для молодых музыкантов 1986 (англ. Eurovision Young Musicians 1986) — третий конкурс молодых музыкантов «Евровидение», который прошёл в Дании в 1986 году. Финал конкурса состоялся 27 мая 1986 года в концертом комплексе «Концертхусет» в Копенгагене. Победу на конкурсе одержала участница из Франции Сандрин Лазаридес, играющая на фортепиано. Музыканты из Швейцарии и Финляндии заняли второе и третье место соответственно.
Организаторами конкурса выступили Датская телерадиокомпания и Европейский вещательный союз. В конкурсе приняли участие молодые музыканты в возрасте до 20 лет из 15 стран Европы. На конкурсе дебютировали Бельгия, Дания, Израиль, Ирландия, Италия, Швеция и Югославия.

## Место проведения
Местом проведения конкурса была выбрана столица и самый крупный город Дании — Копенгаген. Финал конкурса прошёл в концертом комплексе «Концертхусет», построенном по проекту французского архитектора Жана Нувеля. Комплекс является частью нового делового района «Город DR», в котором располагается Датская телерадиокомпания.
Состоит комплекс из концертного зала на 1800 человек и трёх студий звукозаписи с переменной акустикой. В «Концертхусет» также базируется Датский Национальный симфонический оркестр.

## Формат
К участию в конкурсе допускаются молодые музыканты в возрасте от 10 до 19 лет включительно, с учётом того, что в день проведения финала им не исполнится 20 лет. Причем участниками могут стать только соло-исполнители, не задействованные на профессиональной основе (то есть не получающие прибыли от выступлений). Музыкальный инструмент и программу участник выбирает по своему усмотрению.
С этого года в связи с большим количеством стран-участниц вводится полуфинал (также именуется предварительным раундом или отборочным туром), в котором каждый из участников исполняет выбранную им программу, состоящую из классических музыкальных произведений. Оценивает выступления конкурсантов профессиональное жюри, каждый член которого обязан присудить баллы от 1 до 10 каждому исполнителю. По результатам голосования жюри в финал выходит 5 стран-участниц. В финале конкурса участник также исполняет выбранную им музыкальную программу. После всех выступлений участников жюри объявляет тройку победителей.

### Ведущий и оркестр
Ведущей конкурса стала Анетт Фааборг.  Участникам конкурса аккомпанировал Симфонический оркестр Датского радио под руководством австрийского дирижёра Ханса Графа.

### В полуфинале
В состав профессионального жюри в полуфинале вошло 16 человек:
- Франц Вагнер
- Фуд Леклерк
- Джон Мандуол
- Могенс Андерсен
- Ави Ханнани
- Джейн Карти
- Илио Каттани
- Тон Хартсёйкер
- Робберт Ян де Неев
- Ян Эриксен
- Рихард Якоби
- Анна-Карина Бентли
- Серж Кауфман
- Мишель Дами
- Стэн Андерссон
- Сеадета Миджур

### В финале
В состав профессионального жюри в финале вошло 11 человек:
- Клаудио Шимоне (Председатель)
- / Карол Дон-Рейнхарт
- Жорж Дюмортье
- Дэвид Вилкокс
- Поуль Биркелунд
- Тон Хартсёйкер
- Зигфрид Пальм
- Ханну-Илари Лампила
- / Тереза Льякуна
- Бьорн Лилджеквист
- Джесна Немек Новак

## Участники

### Полуфинал
| Страна         | Представитель         | Инструмент | Произведение (композитор)                                       | Результат |
| -------------- | --------------------- | ---------- | --------------------------------------------------------------- | --------- |
| Австрия        | Гюнтер Фолгмайр       | Флейта     | Concerto for flute in D major, KV 314 (Вольфганг Амадей Моцарт) | —         |
| Бельгия        | Ронни Вентат          | Саксофон   | Concerto for saxophone and orchestra (Констант Франц)           | —         |
| Дания          | Янне Томсен           | Флейта     | Concerto for flute and orchestra (Карл Нильсен)                 | —         |
| Великобритания | Алан Бринд            | Скрипка    | Concerto for violin (Ян Сибелиус)                               | Финалист  |
| Финляндия      | Ян-Эрик Густафссон    | Виолончель | Variations for cello and orchestra (Пётр Чайковский)            | Финалист  |
| Франция        | Сандрин Лазаридес     | Фортепиано | Concerto for piano No. 1 in E flat major (Ференц Лист)          | Финалист  |
| Нидерланды     | Полин Устенриджк      | Гобой      | Concerto for oboe in C major, KV 314 (Вольфганг Амадей Моцарт)  | —         |
| Ирландия       | Симус Конрой          | Скрипка    | Concerto for violin (Пётр Чайковский)                           | —         |
| Израиль        | Шира Рабин            | Скрипка    | Concerto for violin in E minor, Op. 64 (Феликс Мендельсон)      | —         |
| Югославия      | Александр Маджар      | Фортепиано | Concerto for piano No. 4, Op. 58 (Людвиг ван Бетховен)          | Финалист  |
| Германия       | Мартин Менкинг        | Виолончель | Concerto for cello in E minor, Op. 86 (Эдуард Элгар)            | —         |
| Норвегия       | Эллен Маргрете Флесье | Виолончель | Concerto for cello in D minor (Эдуар Лало)                      | —         |
| Италия         | Карло Бальцаретти     | Фортепиано | Concerto for piano and orchestra in G major (Морис Равель)      | —         |
| Швейцария      | Мэриан Розенфельд     | Фортепиано | Concerto for piano in E minor, Op. 11 (Фредерик Шопен)          | Финалист  |
| Швеция         | Питер Яблонски        | Фортепиано | Concerto for piano in A minor (Эдвард Григ)                     | —         |

### Финал
| № | Страна         | Участник           | Инструмент | Произведение (Композитор)                                                           | Результат    |
| - | -------------- | ------------------ | ---------- | ----------------------------------------------------------------------------------- | ------------ |
| 1 | Франция        | Сандрин Лазаридес  | Фортепиано | Piano Concerto E flat (Ференц Лист)                                                 | Победитель   |
| 2 | Великобритания | Алан Бринд         | Скрипка    | Concerto for violin and orchestra D minor, op.47, 1st movement (Ян Сибелиус)        | —            |
| 3 | Югославия      | Александр Маджар   | Фортепиано | Piano Concerto n.4 G major, op.58, 2nd and 3rd movements (Людвиг ван Бетховен)      | —            |
| 4 | Финляндия      | Ян-Эрик Густафссон | Виолончель | Variations on a Rococo Theme for Violoncello and Orchestra, op.33 (Пётр Чайковский) | Третье место |
| 5 | Швейцария      | Мэрион Розенфельд  | Фортепиано | Piano Concerto no.1 E minor, op.11, 2nd and 3rd movements (Фредерик Шопен)          | Второе место |